# Avenida Santa Rosa (San Juan de Lurigancho)
La avenida Santa Rosa es una de las principales avenidas del distrito de San Juan de Lurigancho, en la ciudad de Lima, capital del Perú. Se extiende de sur a norte, a lo largo de más de 40 cuadras. Durante muchos años, las autoridades del distrito de San Juan de Lurigancho la han tenido olvidada, convirtiéndola en una vía caótica y deteriorada. En 2024, la Municipalidad de San Juan Lurigancho renovó la vía con nuevas pistas, veredas y áreas verdes.

## Recorrido
Se inicia en la avenida Los Cóndores, en la urbanización Horizonte de Zárate. En el cruce con la avenida Fernando Wiesse, se ubica la estación Santa Rosa de la línea 1 del Metro de Lima y Callao.